# Juan Eslava Galán
Juan Eslava Galán (Arjona, Jaén, 7 de març de 1948) és un escriptor espanyol del gènere històric, tant de ficció com de no ficció. Ha publicat algunes novel·les sota el pseudònim de Nicholas Wilcox.

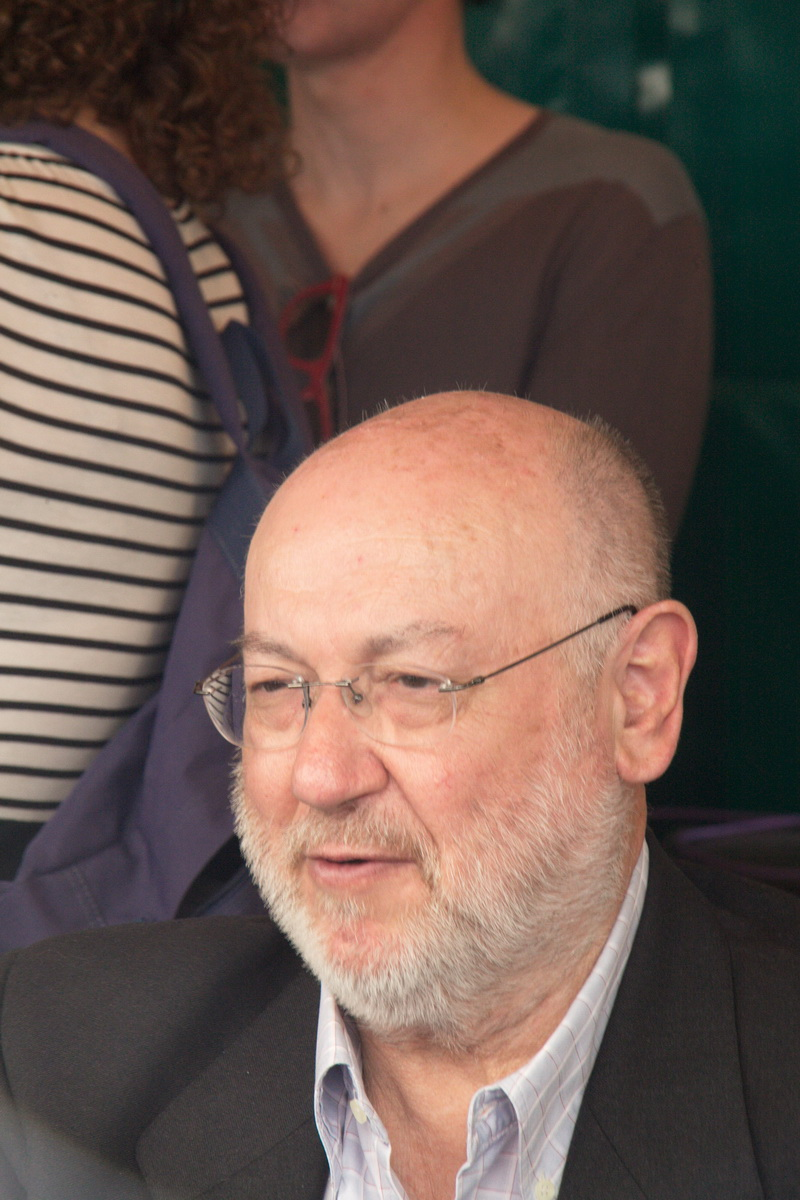
Signant llibres en la Diada de Sant Jordi de 2015

Fill d'olivaires, va estudiar en els col·legis d'Arjona fins que, en complir els deu anys, la seva família es va traslladar a Jaén, on va prosseguir el batxillerat. Aquests primers anys d'estudis van quedar plasmats en la seva novel·la Escuela y prisiones de Vicentito González.
Va cursar Filosofia i Lletres en la Universitat de Granada, llicenciant-se en Filologia Anglesa, i després va viatjar al Regne Unit amb l'objectiu d'ampliar els seus estudis. Allí va estar vivint a Bristol i Lichfield, i va ser alumne i professor ajudant a la Universitat d'Aston, Birmingham.
Al seu retorn va obtenir una càtedra d'Institut de Batxillerat i en 1983, es va doctorar en la Universitat de Granada amb una tesi sobre Poliorcética y fortificación bajomedieval en el reino de Jaén. També és membre de l'Instituto de Estudios Giennenses.
L'any 1987 guanyà el Premi Planeta amb la novel·la En Busca del Unicornio, la seva novel·la més coneguda, impulsant notablement la seva carrera literària.
Es declara un apassionat de l'edat mitjana, com pot verificar-se fàcilment per la temàtica de la seva obra. La seva bibliografia comprèn més de cinquanta llibres i assaigs, entre els quals destaquen les seves molt iròniques Historia de España contada para escépticos i El catolicismo explicado a las ovejas, entre molts altres títols.
Autor realment prolífic, pot publicar a l'any dues novel·les a més de llibres d'altres gèneres. Tant com a novel·lista com a assagista, mostra un particular sentit de l'humor, de vegades satíric.
Com a narrador, opta pels gèneres de la novel·la històrica, la fantasia i el misteri. Entre les primeres destaquen especialment En busca del unicornio, ambientada en el regnat d'Enric IV l'Impotent, valent-se d'una prosa de regust medieval; El moderado gentilhombre, que reflecteix amb ressons cervantins l'Espanya de la fi del segle xvi; o La mula i Señorita, les trames de la qual es desenvolupen durant la Guerra Civil espanyola. A més, sota el pseudònim de Nicholas Wilcox, que és més aviat un heterònim amb fins i tot fotografia falsa, ha escrit diverses novel·les que ell mateix no dubta a qualificar com d'estil best-seller. Va ser creat al principi per la por a defraudar als seus lectors, perquè l'estil i la narració de les novel·les de Wilcox són realment molt diferents a les d'Eslava Galán; no obstant això, actualment compta amb un gran nombre de seguidors.
El més recent dels seus grans èxits és Una historia de la guerra civil que no va a gustar a nadie, que narra els successos més rellevants del conflicte d'una manera a mig camí entre la crònica periodística i la novel·la històrica.

## Obres
- La revolución rusa contada para escépticos. Planeta, 2017 (Circuo de lectores) estiu del 2017.
- Misterioso asesinato en casa de Cervantes. Planeta, 2015. (Premi Primavera de Novel·la)
- La segunda guerra mundial contada para escépticos, divulgació històrica, Planeta, Juan Eslava Galan 2015[2]
- La primera guerra mundial contada para escépticos, divulgació històrica, Planeta, Juan Eslava Galan 2014[2]
- Cocina sin tonterías, divulgació culinària, Planeta, Juan Eslava Galan-Diana Eslava 2013[3]
- 50 estampas de la historia de España, assaig, Círculo de Lectores, 2013
- Las ciudades de la Bética, assaig, Fundación José Manuel Lara, 2012[4]
- Historia del mundo contada para escépticos, assaig, Planeta, 2012[5]
- Últimas pasiones del caballero Almafiera, novel·la, Planeta, 2012[6]
- La década que nos dejó sin aliento, Planeta, 2011[7]
- Templarios, griales, vírgenes negras y otros enigmas de la Historia, Planeta, 2011
- Homo erectus, Planeta, 2011
- Rey lobo, 2010
- De la alpargata al seiscientos, Planeta, 2010
- El catolicismo explicado a las ovejas, 2009
- 1000 sitios que ver en España al menos una vez en la vida, 2009
- Califas, guerreros, esclavas y eunucos. Los moros en España, 2008
- Los años del miedo, 2008
- La lápida templaria descifrada, 2008
- El mercenario de Granada, 2006
- España insólita y misteriosa, 2006
- Viaje a los escenarios del capitán Alatriste, 2006
- Viaje a la costa de las ballenas, 2006
- Una historia de la guerra civil que no va a gustar a nadie, 2005
- Sonetos (2005)
- El paraíso disputado. Ruta de los castillos y las batallas, assaig, Guías Aguilar, 2003
- Los íberos. Los españoles como fuimos, 2004
- Los Reyes Católicos, 2004
- La mula, novela, 2003
- La muerte de la abuela, novela, 2003
- Santos y pecadores. Álbum de recuerdos de los españolitos del siglo XX, ensayo, Planeta, 2002
- Un jardín entre olivos (Las rutas del olivo en España. Masaru en el Olivar III), ensayo, 2002
- Las rutas del olivo en Andalucía (Masaru en el Olivar II), 2001
- Los dientes del Dragón, 2001
- Los castillos de Jaén, assaig, Universitat de Jaén, 1999
- Las rutas del olivo en Jaén (Masaru en el Olivar I), 1999
- Otro Jaén (1999)
- Escuela y prisiones de Vicentito González, 1999
- Señorita, 1998
- Tumbaollas y hambrientos. Los españoles comiendo y ayunando a través de la historia, 1997
- El fraude de la Sábana Santa y las reliquias de Cristo, 1997
- La España del 98. El fin de una era, 1997
- Amor y sexo en la antigua Grecia, 1997
- La España de las libertades, 1997
- Coitus interreptus, 1997
- La vida amorosa en Roma, 1996
- La vida y la época de los Reyes Católicos, 1996
- Julio César, el hombre que pudo reinar, 1995
- Historia de España contada para escépticos, assaig, 1995 (després ha fet edicions actualitzades)
- Statio Orbis (El magno evento), 1995
- El comedido hidalgo, 1994
- El sexo de nuestros padres, 1993
- Cleopatra, la serpiente del Nilo, 1993
- Los templarios y otros enigmas medievales, ensayo, 1992
- Historias de la Inquisición, 1992
- Historia secreta del sexo en España, 1992
- El enigma de Colón y los descubrimientos de América, 1992
- El viaje de Tobías, 1992
- Tartessos y otros enigmas de la historia, 1991
- Grandes batallas de la historia de España, 1990
- Verdugos y torturadores, 1990
- Guadalquivir, 1990
- El Mercedes del Obispo y otros relatos edificantes, 1990
- Cuentos crueles, 1990
- Tu magistral amor, 1990
- Castillos y murallas del Reino de Jaén, 1989
- Yo, Nerón, 1989
- Catedral, 1989
- Roma de los césares, 1988
- Yo, Aníbal, 1988
- El enigma de la Mesa de Salomón, 1987
- En busca del unicornio, 1987
- Cinco tratados españoles de alquimia, 1986
- Leyendas de los castillos de Jaén, 1982
- La leyenda del Lagarto de la Malena y los mitos del dragón, 1981
- Friary Grange School. Estudio de una comprehensive school inglesa, 1978
- Jofra, 1975

Novel·les com a Nicholas Wilcox
- Los templarios y la Mesa de Salomón, 2004
- La sangre de Dios, 2001
- Las trompetas de Jericó, 2000
- Los falsos peregrinos, 2000
- La lápida templaria, 1996